# 圣若瑟堂 (克拉科夫)
圣若瑟堂 (波蘭語：Kościół św. Józefa)是一座历史悠久的罗马天主教教堂，位于波兰克拉科夫伯德罗茨区的伯德罗茨广场。供奉圣若瑟。

## 历史
该堂建于1905-1909年，哥特复兴风格。该区最大的教堂。

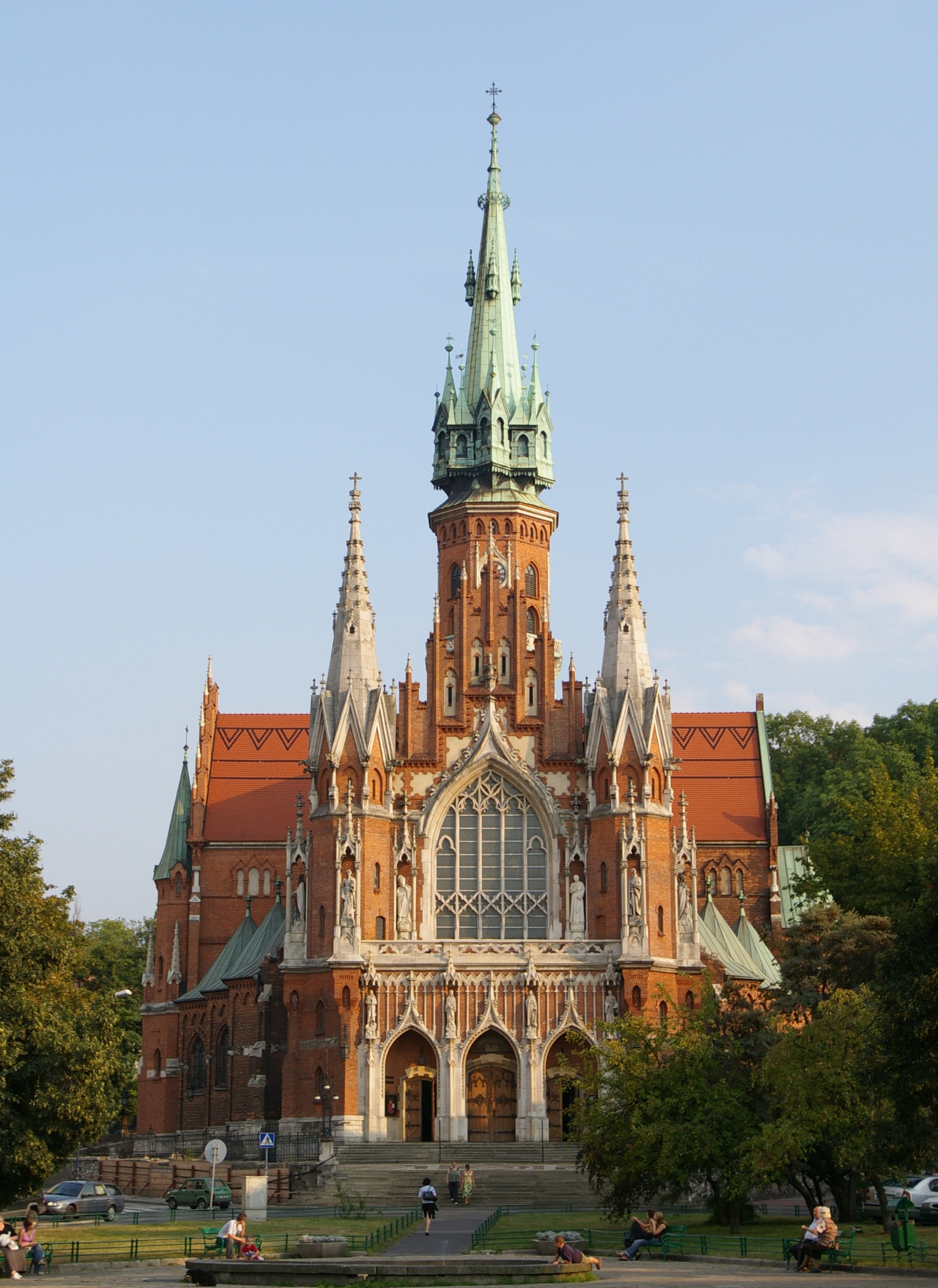

教堂内部为所谓的维斯瓦河哥特式风格，充满了无数的祭坛，长椅，大部分为木制。在战后时期，一些祭坛和讲台的位置发生了变化。

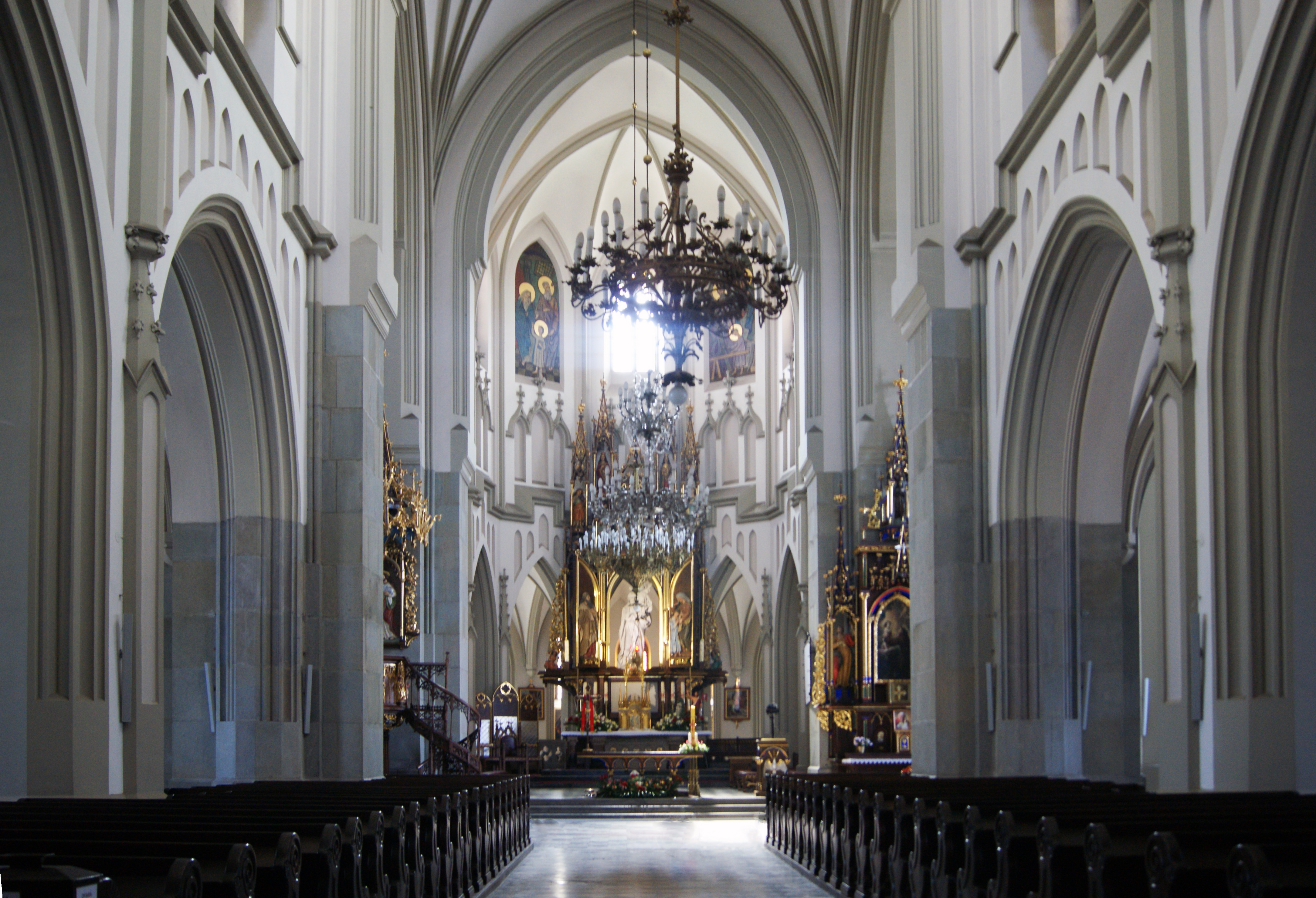
内部